# Michel Lévy
Cet article concerne un médecin du XIXe siècle. Pour l'éditeur, voir Michel Lévy (éditeur). Pour tout autre homonyme, voir Lévy.
Michel Lévy, né le 28 septembre 1809 à Strasbourg et mort le 13 mars 1872 dans le 5e arrondissement de Paris, est un médecin-général français.

## Biographie
Fils d'un drapier strasbourgeois, Michel Lévy réussit le concours d'entrée à l'hôpital militaire d'instruction de Strasbourg en 1830. Il commence sa carrière militaire médicale en Corse, avant d'accompagner l'armée française à la campagne de Morée et au siège d'Anvers, et soutient sa thèse à Montpellier en 1834.
En 1837, il est nommé professeur titulaire de la chaire d'hygiène et de médecine légale de l'hôpital de perfectionnement du Val-de-Grâce, à Paris. Promu professeur en 1850, il est élu à l'Académie de médecine. En 1851, il est nommé médecin inspecteur et devient ainsi le seul général israélite du second Empire. Il participe à la campagne de Crimée comme directeur et inspecteur permanent du Service de santé de l'Armée d'Orient en Turquie et en Crimée, où il met en place des mesures éprouvées d'hygiène pour lutter contre une épidémie de choléra.
En 1856, nommé directeur de l'École impériale d'application de la médecine et de la pharmacie militaires au Val-de-Grâce, il organise l'école selon des principes qui sont toujours d'actualité. En 1857 Lévy fut président de l'Académie nationale de médecine. Lors du siège de Paris par l'armée prussienne, puis de la Commune, il recourt à son expérience des champs de bataille durant la Guerre de Crimée et installe des "hôpitaux-baraques" dans le Jardin du Luxembourg et le Jardin des Plantes pour y soigner les blessés. Toutefois, son grade de Général et la reconnaissance reçue du régime de Napoléon III le rendent suspect pour les Communards. Son fils Auguste, géologue responsable des voies souterraines de la ville, profite de son accès aux cartes des tunnels, pour exfiltrer ses parents de Paris encerclé par les troupes Versaillaises.
Marié à Adèle Dupont, fille du maître de forges  Samuel Auguste Dupont, il est le père d'Auguste Michel-Lévy, de Jeanne et de Marie Lévy. Jeanne Lévy a épousé Paul Edouard Alexandre, ingénieur des ponts et chaussées en 1881.
Il est inhumé au cimetière du Père-Lachaise (7e division),.
À Marseille, l'hôpital Michel-Lévy, démoli dans les années 1990, portait son nom.
Le dossier du médecin inspecteur Michel Lévy au Service historique de la Défense est coté GR 4YF 71118.

## Ouvrages
- Éloge funèbre, discours prononcé sur la tombe du baron Larrey au nom des professeurs du Val-de-Grâce,, in-8°, Paris, Impr. de P. Renouard, 1842, 8 p.
- Michel Lévy, Histoire de la méningite cérébro-spinale : observée au Val-de-Grâce en 1848 et 1849, Paris, E. Thunot et Cie, 1849, 64 p. (BNF 30812023, lire en ligne)
- Michel Lévy, Sur la salubrité des hôpitaux en temps de paix et en temps de guerre, Paris, J.-B. Baillière et fils, 1862, 30 p.
- Michel Lévy, Note sur les hôpitaux-baraques du Luxembourg et du Jardin des Plantes, Paris, J.-B. Baillière et fils, 1871, 20 p.
- Michel Lévy, Traité d'hygiène publique et privée, Paris, J.-B. Baillière, 1879, 6e éd., 912, 984, 2 tomes (BNF 30812037) (tome 1 sur Gallica, tome 2 sur Gallica)
- Michel Lévy, Lettres d'Orient (1854-1855), Paris, Armand Colin, 1905, 247 p.